# Burnstick Lake
Burnstick Lake est un village d'été (summer village) du Comté de Clearwater, situé dans la province canadienne d'Alberta.

## Démographie
En tant que localité désignée dans le recensement de 2011, Burnstick Lake a une population de 16 habitants dans 6 de ses 34 logements, soit une variation de -62,8 % avec la population de 2006. Avec une superficie de 0,177 9 km2, village d'été possède une densité de population de 89,938 2 hab/km2 en 2011.
Concernant le recensement de 2006, Burnstick Lake abritait 43 habitants dans 16 de ses 50 logements. Avec une superficie de 0,177 9 km2, village d'été possédait une densité de population de 241,7 hab/km2 en 2006.
| 2001 | 2006 | 2011 | 2016 |
| ---- | ---- | ---- | ---- |
| 10   | 43   | 16   | 15   |